# Bléharies
Bléharies is een dorp in de Belgische provincie Henegouwen en een deelgemeente van Brunehaut. Bléharies is de hoofdplaats van de fusiegemeente; het gemeentehuis staat in deze deelgemeente.

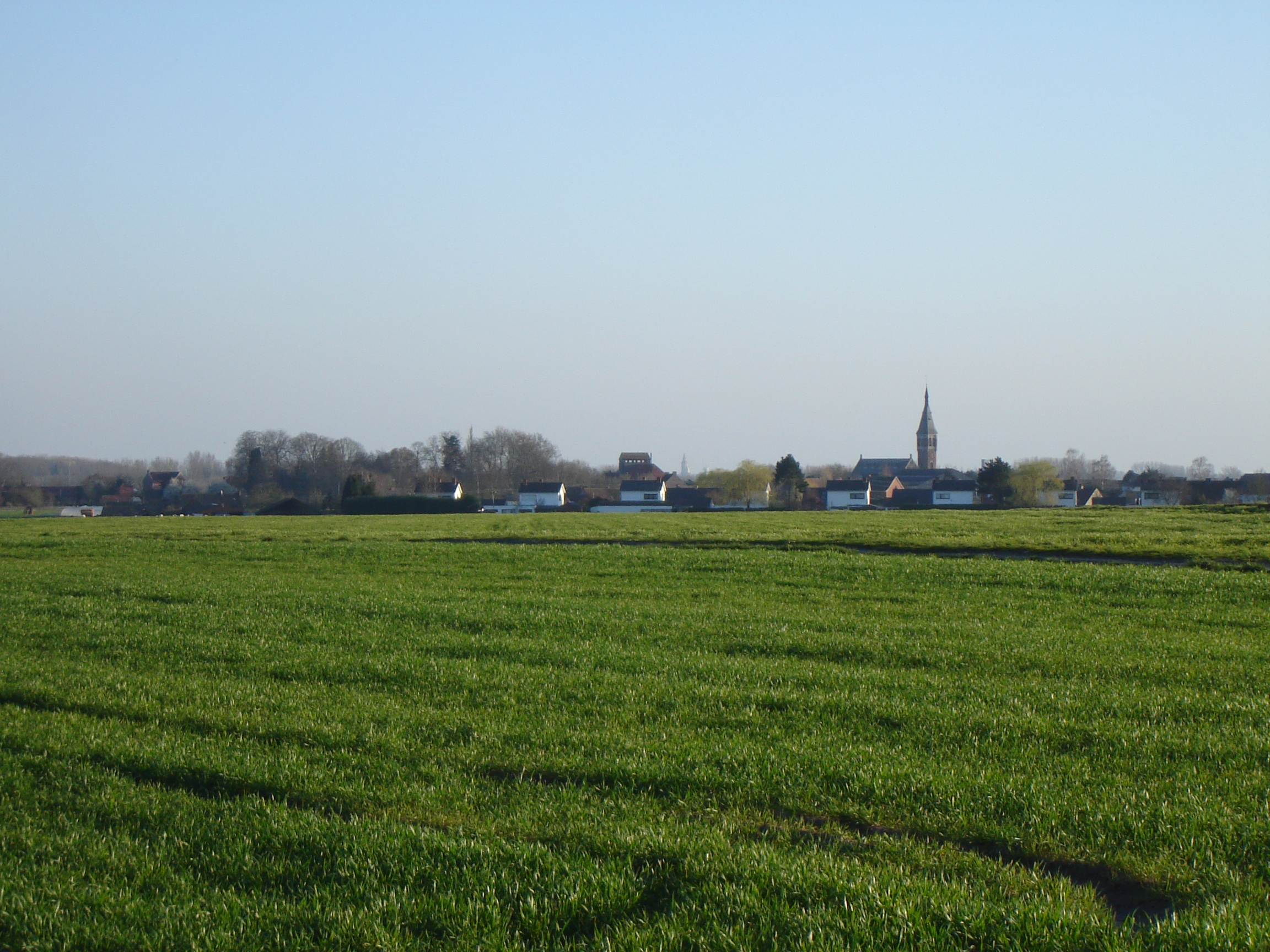
Bléharies

De relatief kleine deelgemeente ligt tegen de Franse grens. De Schelde vormde vroeger kronkelend de oostgrens van de deelgemeente, en stroomt via Bléharies België binnen. Het tracé van de rivier werd rechtgetrokken, voor het laatst in 1974, zodat deze nu voor een deel door het grondgebied zelf stroomt.
Bléharies wordt doorkruist door de N507 van Doornik naar Saint-Amand-Les-Eaux en Valenciennes, langs de Schelde. Het dorp heeft een Scheldebrug, op de weg van Rongy naar Laplaigne. Het dorpscentrum ligt op enkele honderden meter van de Schelde, op linkeroever, langs deze weg. Een deel van de bebouwing ligt langs de N507 en de Schelde in de buurt van de brug. In het zuiden sluit lintbebouwing aan op het centrum van de Franse gemeente Maulde.
Bléharies lag tijdens het ancien régime in Het Doornikse. Een deel van het grondgebied van Bléharies behoorde tot de heerlijkheid van de Abdij van Saint-Amand.

## Bezienswaardigheden
- De Sint-Aibertuskerk (Église Saint-Aybert), in art-decostijl dateert uit 1926 en is ontworpen door architect Henri Lacoste. De kerk is gewijd aan Sint-Aibertus, een lokale heilige die in de omgeving van Bléharies werd geboren.

## Natuur en landschap
Bléharies ligt aan de gekanaliseerde Schelde die hier vanuit Frankrijk binnenstroomt direct nadat -op Frans gebied- de eveneens gekanaliseerde Scarpe in de Schelde uitmondt. De hoogte aan de kerk bedraagt 29 meter.

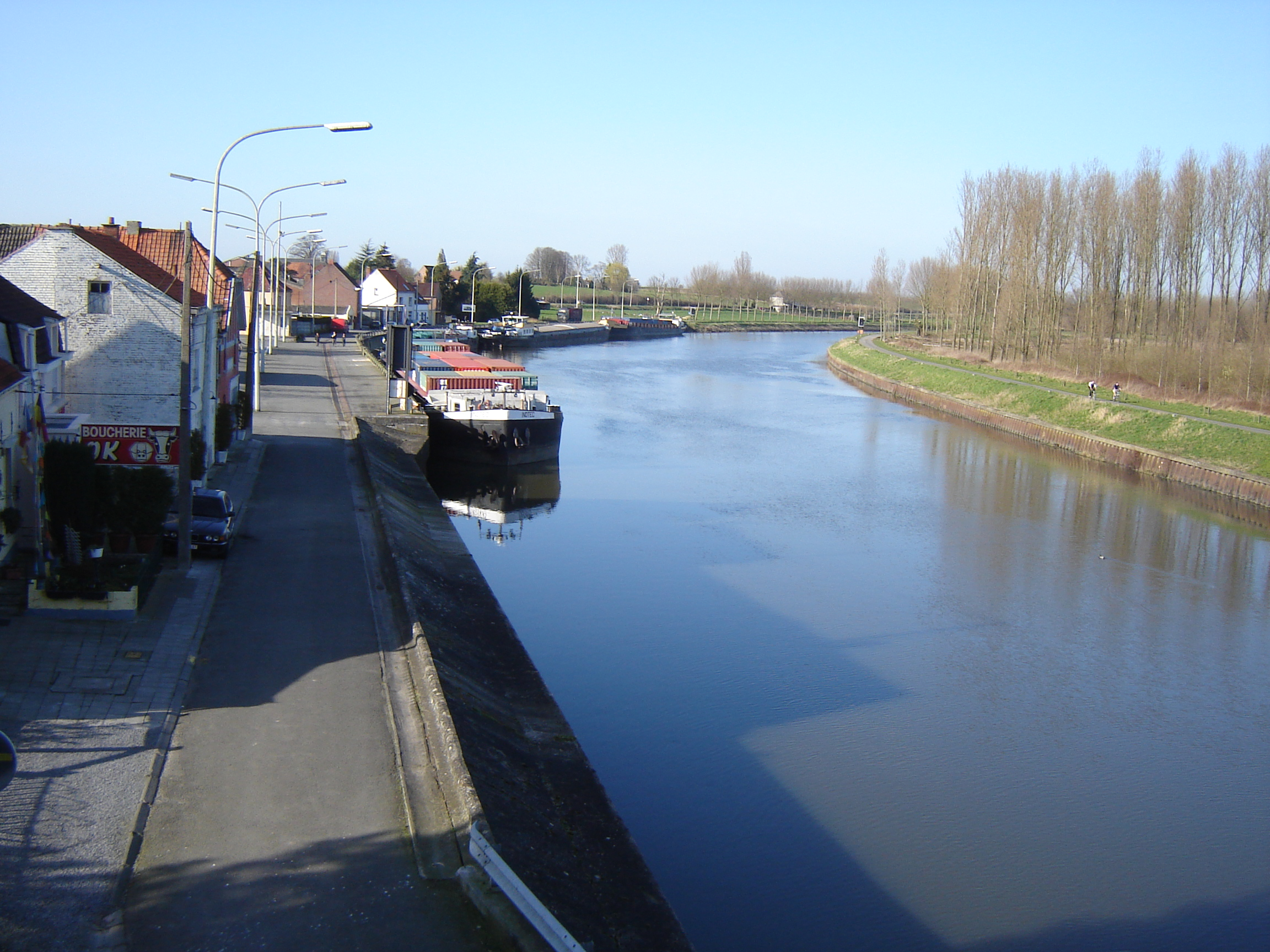
Schelde te Bléharies
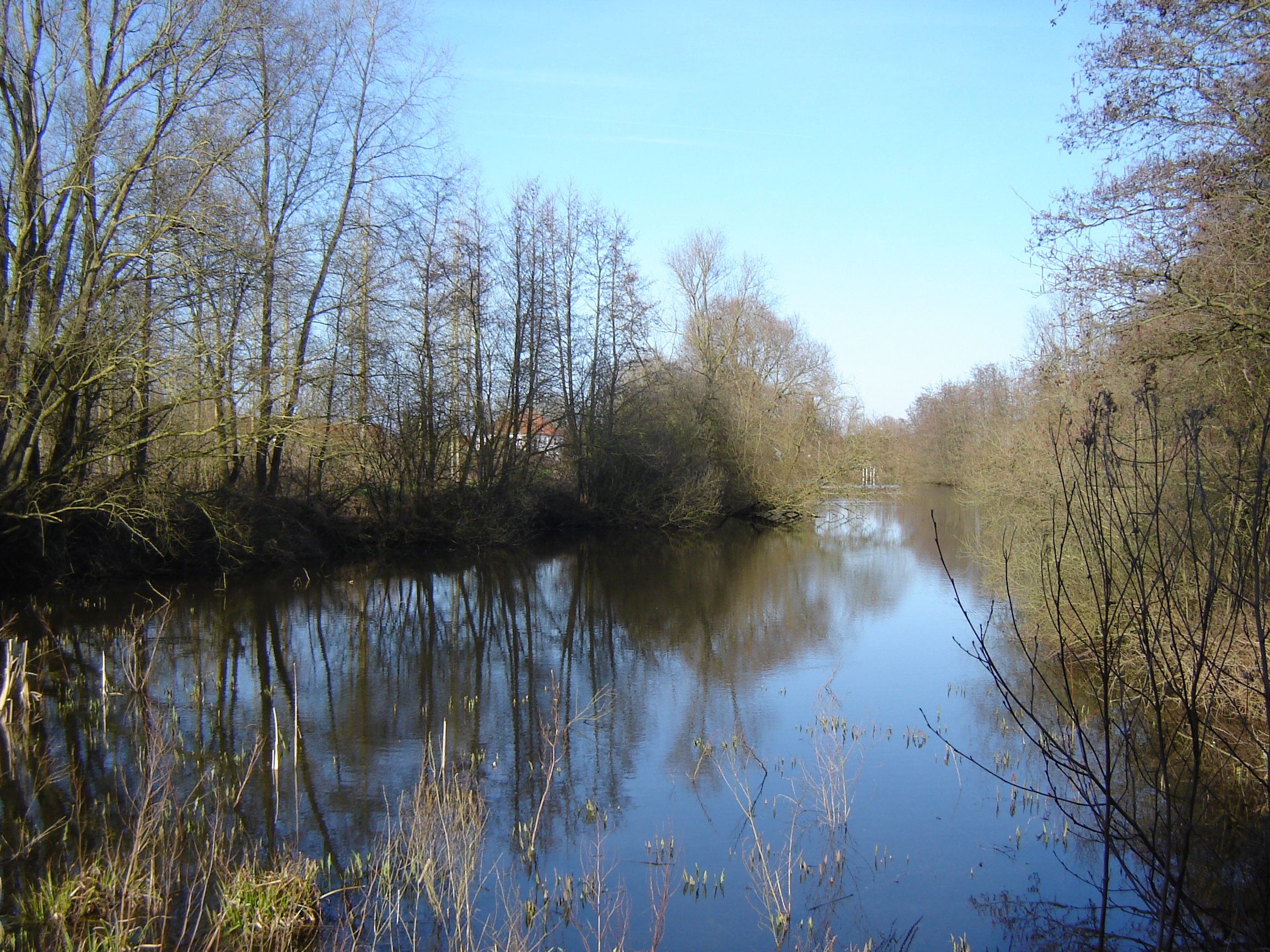
Dode Schelde-arm, nu een natuurgebied
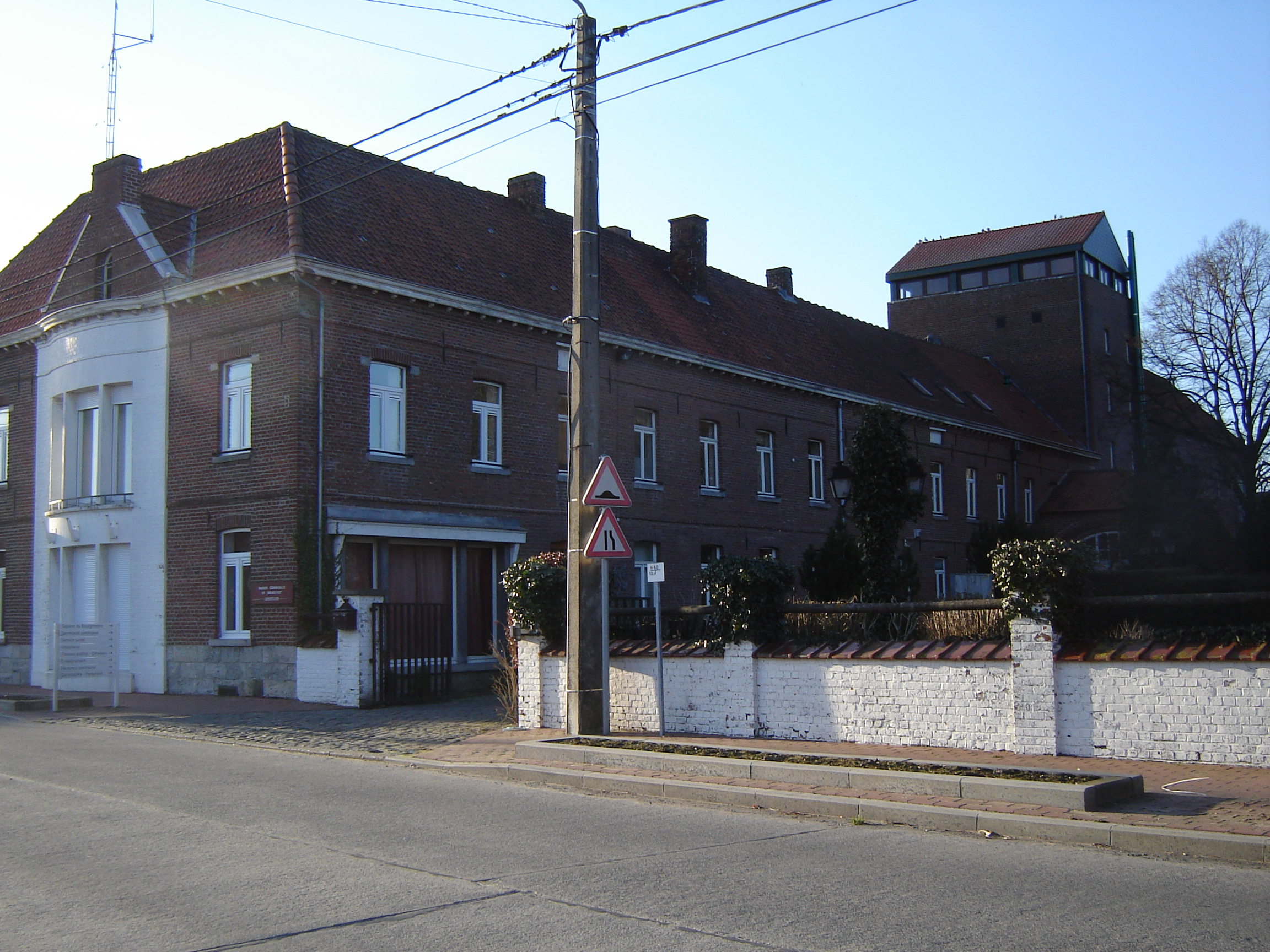
Gemeentehuis van de fusiegemeente Brunehaut
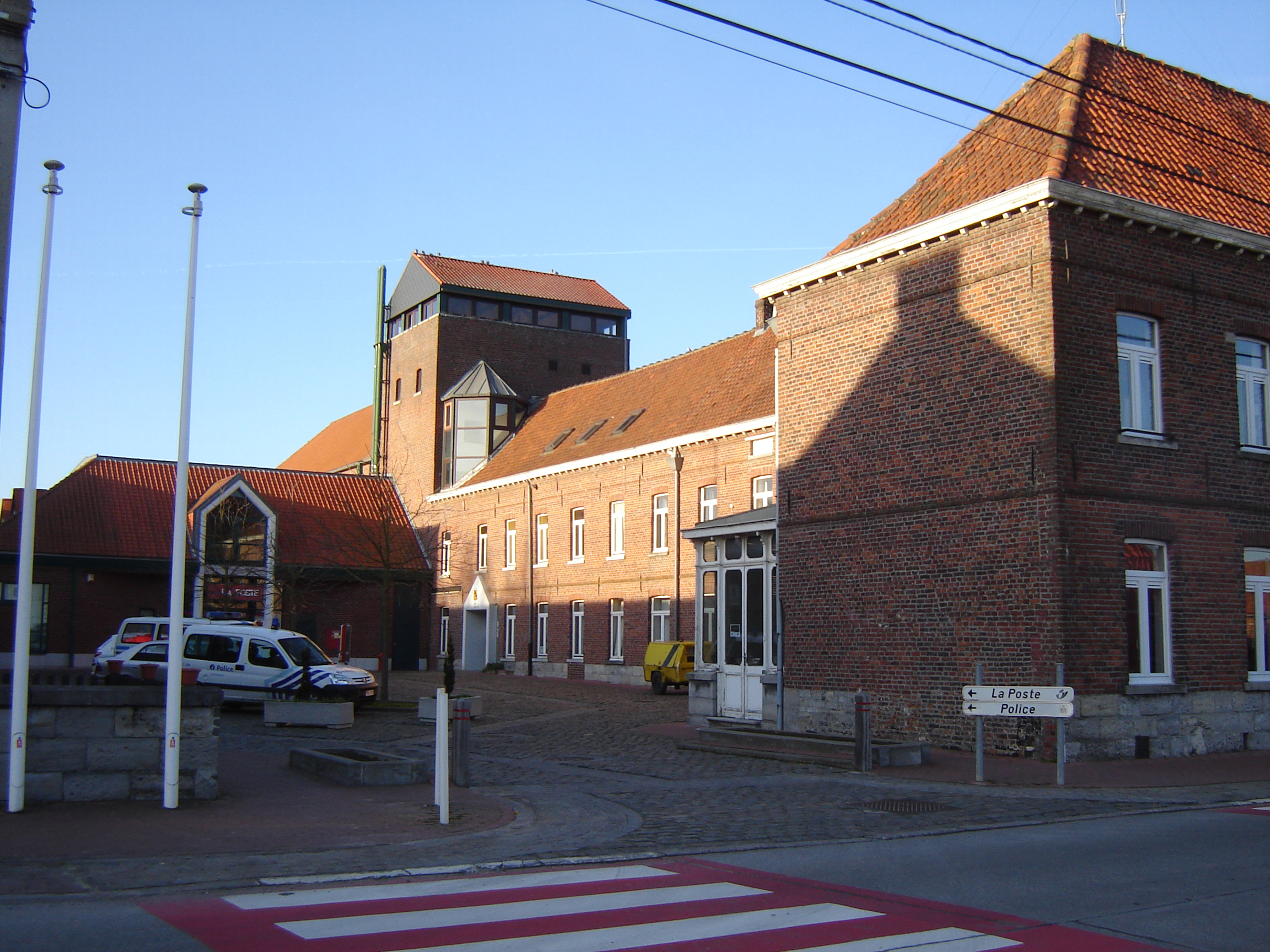
Gemeentehuis van de fusiegemeente Brunehaut, met post en politie
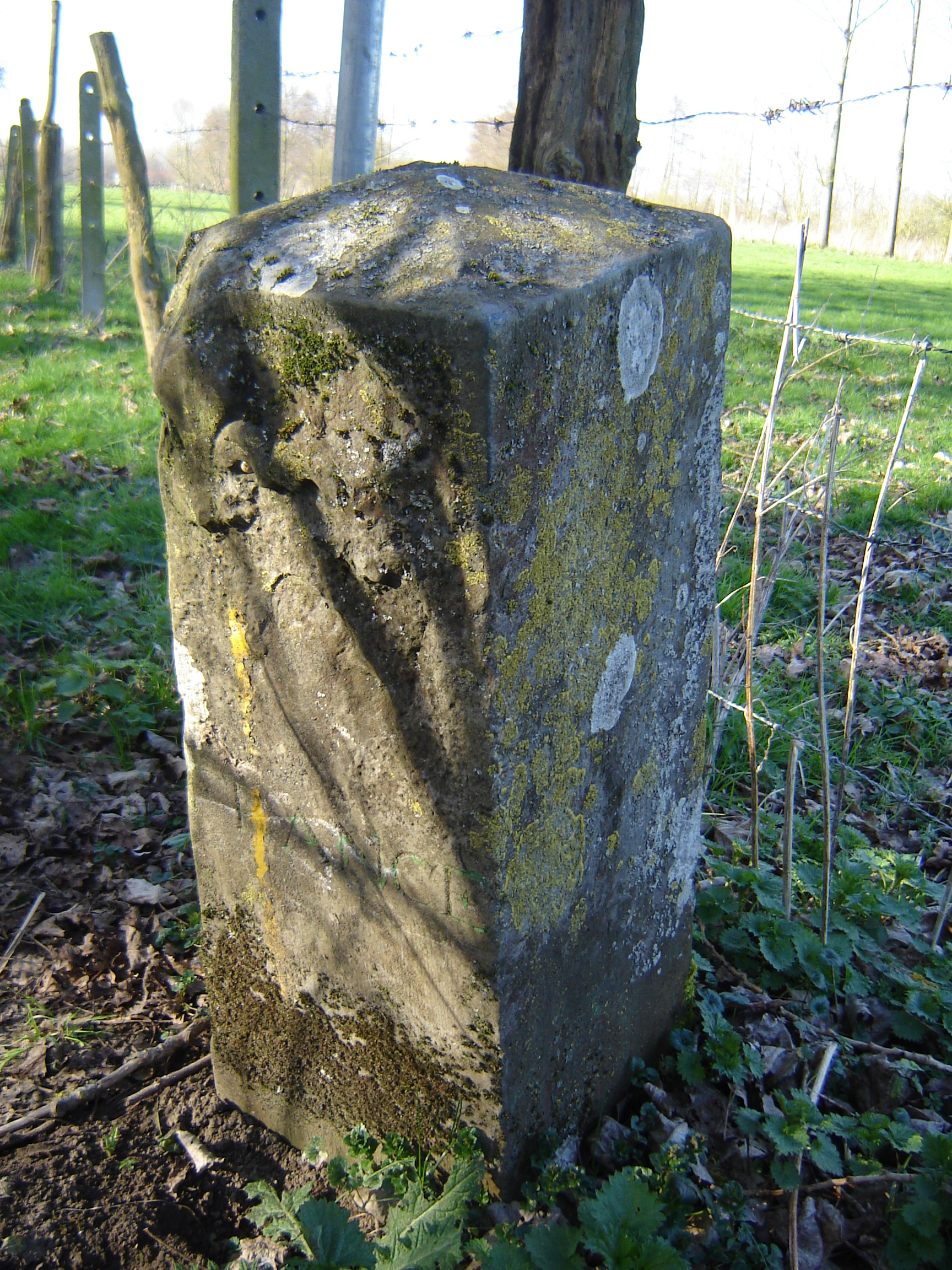
Grenspaal op de Franse grens
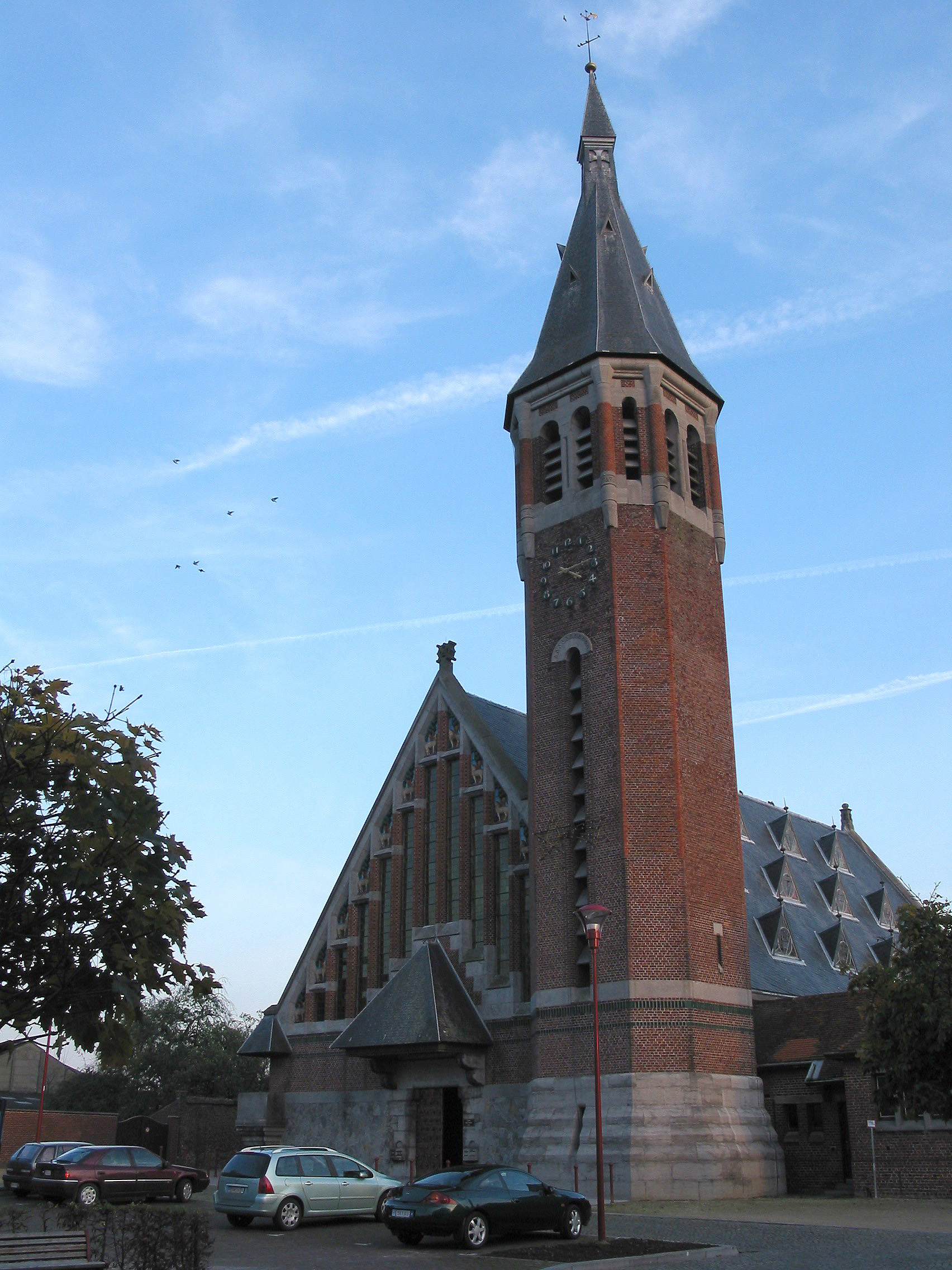
Kerk Saint-Aybert (1924-1926)

## Demografische ontwikkeling
- Bronnen:NIS, Opm:1831 tot en met 1970=volkstellingen, 1976= inwoneraantal op 31 december

## Trivia
In 1992 vormde Bléharies het decor voor de aflevering Maigret chez les Flamands uit de televisieserie Maigret met Bruno Cremer.

## Nabijgelegen kernen
Maulde, Laplaigne, Rongy, Lesdain, Jollain-Merlin, Hollain
Deelgemeenten: Bléharies · Guignies · Hollain · Howardries · Jollain-Merlin · Laplaigne · Lesdain · Rongy · Wez-Velvain

Belgische gemeenten · Arrondissement Doornik-Moeskroen · Henegouwen · Wallonië